# Sergey Zimov
Sergey Aphanasievich Zimov (em russo:  Сергей Афанасьевич Зимов; 18 de julho de 1955) é um geofísico russo especializado em ecologia ártica e subártica, que é conhecido por seu trabalho na defesa da teoria de que a caça excessiva de grandes herbívoros durante o Pleistoceno causou o desaparecimento do ecossistema de pastagens e estepes da Sibéria e por aumentar a conscientização sobre os papéis importantes que o permafrost e os lagos termocársticos desempenham no ciclo global do carbono.
Pesquisador sênior do Instituto Russo de Geografia do Pacífico, atualmente, ele exerce o cargo de diretor de um instituto de pesquisa vinculado à Academia Russa de Ciências (a Estação Científica do Nordeste da Rússia), além de ser um dos fundadores de um projeto piloto chamado "Parque Pleistoceno", que vem atraindo a atenção de grupos revivalistas da vida pré-holoceno.
Zimov seria o cientista russo mas citado no campo das geociências. 

## Biografia
Sergei Zimov estudou e se formou em geofísica pela Universidade Tecnológica Estatal do Extremo Oriente, situada em Vladivostok, na Rússia.
Em 1977, Zimov fundou a Estação Científica Nordeste perto da cidade Cherskii, na República Sakha. 
Doze anos depois, em 1988, ele deu início ao projeto piloto vinculado à referida estação chamado de "Parque Pleistoceno".
Em 1991, Sergei Zimov recebeu o Prêmio Wolf Vishniac no 10º Simpósio Internacional de Biogeoquímica Ambiental (ISEB). 
Atualmente ele reside em Cherskii, República Sakha, também na Rússia.

## Contribuições científicas

### Permafroste metano
Sergei Zimov publicou uma coleção de artigos científicos em que expõe sobre a importância do permafrost e, também, sobre as emissões de dióxido de carbono e metano em altas latitudes no ciclo global do carbono.
Nesses artigos, que foram produzidos conjuntamente com os cientistas Terry Chapin e Katey Walter-Anthony, foi também identificado que a ebulição de metano dos lagos termocársticos seria uma fonte significativa de metano atmosférico, um potente gás de efeito estufa (GEE).
O permafrost seria um grande reservatório global de carbono que permaneceu congelado durante grande parte do Holoceno . 
Por causa das recentes mudanças climáticas, o permafrost está começando a derreter, liberando carbono armazenado e formando lagos termocársticos.   A partir do momento em que o permafrost descongelado entra nos lagos termocársticos, seu carbono se converte em dióxido de carbono e metano, sendo consequentemente liberado na atmosfera.   
Assim, o metano seria um potente GEE e as emissões de metano dos lagos termocársticos têm o potencial de iniciar um ciclo de feedback positivo no qual o crescimento das concentrações atmosféricas de metano contribui com a amplificação das mudanças climáticas em escala global, que por sua vez leva a um maior degelo do permafrost e a mais emissões de metano e dióxido de carbono.  